# Miðvágurs kommun
Miðvágs kommun är en tidigare kommun på Färöarna. Den ingår sedan kommunreformen 2009 i den nybildade kommunen Vágars kommun, genom en sammanslagning med Sandavágurs kommun
Till kommunen hörde även byn Vatnsoyrar.